# 水間郵便局
水間郵便局（みずまゆうびんきょく）は、大阪府貝塚市にある郵便局。民営化前の分類では無集配特定郵便局であった。

## 概要
〒597-0104
大阪府貝塚市水間252
かつては貝塚市内を貝塚郵便局と共に担う集配郵便局であったが、民営化直前の集配郵便局再編の際に、当該業務を廃止し貝塚郵便局へ移管した。

## 沿革
- 2006年（平成18年）9月25日 - 貝塚郵便局へ集配業務を移管。同時にゆうゆう窓口も廃止し郵便番号を〒597-0199から〒597-0104へ変更。
- 2007年（平成19年）10月1日 - 民営化。
- 2012年（平成24年）10月1日 - 日本郵便株式会社発足。

## 取扱内容
- 郵便、印紙、ゆうパック、内容証明
- 貯金、為替、振替、振込、国債、投資信託
- 生命保険、バイク自賠責保険、自動車保険、がん保険
- ゆうちょ銀行ATM

## 風景印
- 図案は重文・水間寺三重塔と本堂、近木川。局名表記は「大阪　水間」
- 使用開始日は1966年(昭和41年)3月5日

## 周辺
- 水間寺
- NTT西日本水間電話交換所
- 諏訪眼科
- 株式会社ヨネタニ
- ミズナリエ
- 金胡麻木うどん

## アクセス
- 水間鉄道水間観音駅徒歩1分
- 駐車場あり（4台）